# (1083) Salvia
(1083) Salvia est un astéroïde de la ceinture principale découvert le 26 janvier 1928 par l'astronome allemand Karl Reinmuth à l'Observatoire du Königstuhl près de Heidelberg. Sa désignation provisoire était 1928 BC. Il tire son nom du genre de plante aromatique Salvia, ou Sauge en français.